# Малое руководство по инэстетике
«Малое руководство по инэстетике» (фр. Petit Manuel d’inesthétique, 1998) — это работа французского философа Алена Бадью, посвященная проблемам современной эстетики.
В этой книге Бадью предлагает новый подход к эстетике, новую эстетическую схему, которую он называет «инэстетикой». Бадью считает, что любая эстетическая схема определяется отношением к искусству, истине и философии, а также отношением между этими понятиями. Инэстетика настаивает на имманентности и специфичности искусства относительно истины. «Имманентность выражена в том, что искусство полностью равнообъемно истинам, которые оно расточает. Специфичность указывает на то, что данные истины существуют только в области искусства и нигде более». Другими словами, искусство является процессом создания истин и мыслей, причем эти мысли и истины отличны от иных прочих — научных, политических и романтических.

Сам философ определяет инэстетику так: 
Под инэстетикой я понимаю такое отношение философии к искусству, когда искусство само по себе является производителем истин, и философия никоим образом не стремится сделать из него свой объект. В отличие от спекуляций эстетики, инэстетика описывает строго философские эффекты, производимые независимым существованием произведений искусства.                                                                                                                                                                 — А. Бадью, «Малое руководство по инэстетике».  
Бадью развивает эти идеи с помощью анализа предыдущих эстетических систем, анализа различных жанров искусства, а также примеров из произведений Сэмюэля Беккета, Стефана Малларме и Фернандо Пессоа.

## Три эстетических схемы
Бадью выделяет три схемы взаимоотношений истины и искусства в истории эстетики:
- Дидактическая схема — согласно которой искусство не обладает способностью к истине, а лишь отражает её. Такой подход характерен для платонизма. Бадью вспоминает «Государство» Платона и изгнание поэтов из идеального государства и отмечает, что подобное отношение Платона к поэзии основано на критике мимесиса. По Платону, искусство лишь имитирует истину, поэтому нуждается в критике со стороны философии. В XX веке дидактическая схема реализуется в марксизме.
- Романтическая схема — согласно которой только искусство может свидетельствовать об истине, искусство понимается как воплощение истины, абсолют, и берет на себя функцию философии. Нанси и Лаку-Лабарт называют это литературным абсолютом: «Романтическая мысль включает в себя не только абсолют литературы, но и литературу как абсолют. Романтизм — это инаугурация литературного абсолюта»[2]. В XX веке романтическая схема реализуется в хайдеггеровской герменевтике.
- Классическая схема — согласно которой искусство не способно к истине, поскольку оно подражательно. В отличие от дидактической, классическая схема отводит искусству отдельное место и не связывает его функцию с производством истин. Как считал Аристотель, искусство стремится не к истине, а к катарсису, поэтому оно принадлежит скорее области этики, нежели онтологии и гносеологии. В XX веке классическая схема реализуется в психоанализе.

Бадью считает, что эти три схемы исчерпали себя, искусство потеряло свою трасцендентную опору, а современная эстетика нуждается в переосмыслении взаимоотношения истины и искусства. Поэтому Бадью создает новую четвертую схему — инэстетику.

## Инэстетика
Инэстетика предполагает, что искусство имманентно и сингулярно истине, то есть — искусство само производит истину, вследствие чего оно становится независимой от философии. Искусство является мыслью, которая сама себя мыслит, а не метафорой или подобием мысли. Как и Делёз, Бадью считает, что искусство — независимый режим мысли, который нельзя свести к философии.
Истина, согласно Бадью, бесконечна, а искусство конечно, точнее — это единственная конечная вещь. Связь между конечностью искусства и бесконечностью истины нужно искать не в одном конкретном произведении искусства, а в их множестве. Поскольку истина — это то, чего не было прежде, то главным критерием для определения произведения искусства становится принцип новизны. Истину искусства необходимо определять не с помощью понятий автора или произведения, а через термин «художественной конфигурации»: «конфигурация не является ни формой искусства, ни жанром или «объективным» периодом в истории искусства, ни «технической» характеристикой». Мы можем предположить, что понятие художественной конфигурации относится к тому новому, что истина вносит в искусство и что не ограничивается только узкожанровыми или формальными открытиями. В качестве примера подобной конфигурации Бадью приводит трагедии Эсхила, традицию романа от Сервантеса до Джойса.
Итак, Бадью считает, что задачей философии является не мысль об искусстве, а определение современной для нее конфигурации искусства и создание необходимых условий для того, чтобы истина искусства могла взаимодействовать с другими истинами. Искусство должно пониматься философией не как объект, но как сам процесс создания истин, — такое отношение к искусству и есть суть инэстетики.
"Танец как метафора мышления" - одна из глав "Малого руководства по инэстетике". В этой главе Ален Бадью рассматривает танец как метафору мышления на основе рассуждения Ницше. Танец понимается как образ мысли, противостоящий духу тяжести (главного врага Заратустры-Ницше). 
Для определения танца Бадью прибегает к сравнению его с различными образами-метафорами: образ птицы, полета (противопоставление тяжести), ребенка («танец – это невинность, потому что это тело, предшествующее телу»), новое начинание (жест танцующего каждый раз изобретает себя с самого начала), игра (освобождение в танце от социальной мимики, различных условностей), самокатящееся колесо (танец чертит сам себя, кладет себе начало), начальное движение (танец – это источник движения, не следствие внешних причин), чистое утверждение (танец непорочен, он «упраздняет негативное, порочное тело), бьющий ключ. Так, танец вмешает в себя все эти образы, а сама суть танца парадоксальна: соотношение вертикали и притяжения, проходящие через танцующее тело, позволяют смешиваться и меняться местами земле и воздуху. 
Для понимания природы танца Бадью прибегает к сравнению различных противопоставлений, которые подчас находятся в гармоничном существовании друг с другом именно в танце. Так, в танце соединяются наивность и мощь. Бадью ссылается на понимании мысли как интенсификации у Ницше, что противопоставлено идее о реализации мысли в чем-то внешнем, в чем-то, что существует помимо нее самой. Определение танца как метафоры мысли возникает из утверждения Ницше о том, что мысль реализуется именно в том, в чем она зарождается. Противоположность танца (соединение образа мысли и реального телесного опыта) для Ницше – это образ грубого немца, чья сущность воплощена в военном параде: воздушное и вертикальное танцующее тело противопоставляется телу порабощенному, марширующему, поставленному на носочки. Важным также является заключение, что танец – это движение, зарождающееся внутри. 
Идея Ницше о мышлении как о становлении, активной мощи находит свое отражение в танце. Так, танец может быть понят как то, что делает зримой сдерживающую его силу – аффирмативное притяжение. Суть танца в его нереализованном (сдерживание импульса, телесного позыва), в виртуальном, а не действительном движении. Для Бадью танец ни в коем случае не является освобождённым телесным импульсом.  Танец легок, потому как легкость трактуется автором как способность демонстрировать внутреннюю медлительность того, что быстро. 
Бадью делает главный вывод из интерпретации Ницше: «танец – это метафора того, что всякая истинная мысль зависит от некого события», «танец помещает неминуемость в пространство и обращает в метафору все, что мысль стремится обосновать и организовать». Музыка же в танце понимается как нечто, что оттеняет молчание.
Сравнивая танец и театр (на основании различных высказываний Малларме) Бадью выводит шесть основных принципов, касающихся соотношения танца и мысли: 
1) необходимость пространства (сущностной потребностью в нем обладает только танец), 
2) анонимность тела (только в танце, в нем дело не имитирует, не изображает кого-то конкретного), 
3) вездесущность вытесненной сексуальности (танец состоит из соединения и разъединения полов),
4) освобождение от себя (танцовщик изобретает собственное тело), 
5) нагота (в танце она понимается как безотносительность к чему-либо другому), 
6) абсолютный взгляд (зритель танца – это не наблюдающий за танцем, это универсальный адресат, который способен «ухватить отношение бытия и исчезновения, а не довольствоваться зрелищем; мысль в танце должна быть схвачена как вечная).
В заключении, Бадью утверждает, что негативной противоположностью танца являются военные марши, позитивной – театр, споря с Ницше, полагавшем, что существует художественная интенсивность, являющаяся общей и для театра, и для танца. Он также вводит следующую максиму: «танец – это не искусство, а заключенный в теле знак самой возможности искусства»; утверждает существование тела-мысли.

## Критика
Жак Рансьер считал, что инэстетика Бадью во многом совпадает с эстетическими взглядами модернизма. С модернистами Бадью объединяет тезис о том, что искусство равносильно истине, а также четкое разделение искусства и дискурса об искусстве. Но в отличие от модернистов, Бадью не строит связи между искусством и языком — сущность искусства, по его мнению, определяется не языком, а производством идеи.
Бруно Бесана, пишет, что такой подход к искусству — отказ от поиска сущности искусства — характерен для современной философии, основанной на «онтологии события». По Бадью, искусство создается «по следам» события, событие же – это невозможность презентации чистого множества. Искусство может стать условием философии, так как философия признает за искусством только идею, и чувственная природа искусства интересует инэстетику только в качестве операции по производству идеи.